# Peanuts and Bullets
Peanuts and Bullets è un cortometraggio muto del 1915 scritto, diretto e interpretato da Nick Cogley. Tra gli altri interpreti, Charles Parrott, Fritz Schade, Dora Rodgers, Billie Bennett,  Edward F. Cline.

## Produzione
Il film fu prodotto dalla Keystone Film Company.

## Distribuzione
Distribuito dalla Mutual Film, il film - un cortometraggio in una bobina - uscì nelle sale cinematografiche statunitensi il 30 gennaio 1915.